# دارين وليامز (مؤلف)
دارين وليامز (بالإنجليزية: Darren Williams)‏ (4 سبتمبر 1967)؛ روائي أسترالي، حائز على جائزة فوجل الأسترالية الأدبية.